# Cyclisme aux Jeux sud-américains de 2010
Navigation
2006 2014
Les compétitions de cyclisme des Jeux sud-américains de 2010 se sont déroulées du 17 au 23 mars, à Medellín en Colombie.

## Podiums

### Cyclisme sur route
| Épreuves                | Or                         | Argent                       | Bronze                     |
| ----------------------- | -------------------------- | ---------------------------- | -------------------------- |
| Compétitions masculines |                            |                              |                            |
| Course en ligne         | Santiago Botero Colombie   | Luis Felipe Laverde Colombie | Byron Guamá Équateur,      |
| Contre-la-montre        | Santiago Botero Colombie   | Matías Médici Argentine      | Fabio Duarte Colombie      |
| Compétitions féminines  |                            |                              |                            |
| Course en ligne         | Paola Madriñán Colombie    | Rosane Kirch Brésil          | María Luisa Calle Colombie |
| Contre-la-montre        | María Luisa Calle Colombie | Paola Madriñán Colombie      | Valeria Muller Argentine   |

### Cyclisme sur piste
Les compétitions ont lieu au vélodrome Martín Emilio Rodríguez de Medellín.
| Épreuves                | Or                                                                  | Argent                                                           | Bronze                                                                       |
| ----------------------- | ------------------------------------------------------------------- | ---------------------------------------------------------------- | ---------------------------------------------------------------------------- |
| Compétitions masculines |                                                                     |                                                                  |                                                                              |
| Kilomètre               | Fabián Puerta Colombie                                              | Jonathan Marín Colombie                                          | Davi Romeo Brésil                                                            |
| Keirin                  | Leonardo Narváez Colombie                                           | Cristian Tamayo Colombie                                         | Mauricio Quiroga Argentine                                                   |
| Vitesse individuelle    | Cristian Tamayo Colombie                                            | Leonardo Narváez Colombie                                        | Mauricio Quiroga Argentine                                                   |
| Vitesse par équipes     | Colombie Leonardo Narváez Fabián Puerta Cristian Tamayo             | Chili Christian Zelada Pablo Zelada Christopher Almonacid        | Argentine Emiliano Fernández Mauricio Quiroga Diego Fernando Vargas          |
| Poursuite individuelle  | Juan Esteban Arango Colombie                                        | Juan Pablo Suárez Colombie                                       | Marco Arriagada Chili                                                        |
| Poursuite par équipes   | Colombie Juan Esteban Arango Edwin Ávila Arles Castro Weimar Roldán | Chili Pablo Duque Marco Arriagada Antonio Torres Gonzalo Miranda | Argentine Fernando Antogna Cristian Martínez Eduardo Sepúlveda Edgardo Simón |
| Américaine              | Équateur Carlos Quishpe Byron Guamá                                 | Argentine Sebastián Donadío Walter Fernando Pérez                | Colombie Carlos Ospina Weimar Roldán                                         |
| Course aux points       | Marco Arriagada Chili                                               | Edwin Ávila Colombie                                             | Walter Fernando Pérez Argentine                                              |
| Scratch                 | Carlos Alzate Colombie                                              | Ángel Darío Colla Argentine                                      | Sebastian Cancio Argentine                                                   |
| Omnium                  | Carlos Urán Colombie                                                | Sebastian Cancio Argentine                                       | Pablo Seisdedos Chili                                                        |
| Compétitions féminines  |                                                                     |                                                                  |                                                                              |
| 500 mètres              | Diana García Colombie                                               | Milena Salcedo Colombie                                          | Sumaia Ribeiro Brésil                                                        |
| Keirin                  | Diana García Colombie                                               | Milena Salcedo Colombie                                          | Daiana Almada Argentine                                                      |
| Vitesse individuelle    | Diana García Colombie                                               | Milena Salcedo Colombie                                          | Sumaia Ribeiro Brésil                                                        |
| Vitesse par équipes     | Colombie Diana García Milena Salcedo                                | Brésil Maira Barbosa Sumaia Ribeiro                              | Venezuela Angie González Marinés Prada                                       |
| Poursuite individuelle  | María Luisa Calle Colombie                                          | Janildes Fernandes Brésil                                        | Serika Gulumá Colombie                                                       |
| Poursuite par équipes   | Colombie María Luisa Calle Natalia Muñoz Lorena Vargas              | Venezuela Angie González Maria Briceno Francismar Pinto          | Brésil Janildes Fernandes Valquiria Pardial Fernanda Souza                   |
| Course aux points       | Lorena Vargas Colombie                                              | Angie González Venezuela                                         | María Parra Équateur                                                         |
| Scratch                 | Lorena Vargas Colombie                                              | Paola Muñoz Chili                                                | Janildes Fernandes Brésil                                                    |

### VTT
| Épreuves              | Or                     | Argent                      | Bronze                     |
| --------------------- | ---------------------- | --------------------------- | -------------------------- |
| Compétition masculine |                        |                             |                            |
| Cross-country         | Leonardo Páez Colombie | Rubens Donizete Brésil      | Fabio Castañeda Colombie   |
| Compétition féminine  |                        |                             |                            |
| Cross-country         | Laura Abril Colombie   | María Elisa Jaramillo Chili | Alexandra Serrano Équateur |

### BMX
| Épreuves                | Or                      | Argent                      | Bronze                  |
| ----------------------- | ----------------------- | --------------------------- | ----------------------- |
| Compétitions masculines |                         |                             |                         |
| 20 pouces               | Augusto Castro Colombie | José Díaz Montaña Colombie  | Felipe Faúndez Chili    |
| 24 pouces               | Augusto Castro Colombie | José Díaz Montaña Colombie  | Andrés Jiménez Colombie |
| Compétitions féminines  |                         |                             |                         |
| 20 pouces               | Mariana Pajón Colombie  | Gabriela Díaz Argentine     | Andrea Zuluaga Colombie |
| 24 pouces               | Mariana Pajón Colombie  | Stefany Hernández Venezuela | Andrea Zuluaga Colombie |

## Tableau des médailles
| Rang  | Nation    | Or | Argent | Bronze | Total |
| ----- | --------- | -- | ------ | ------ | ----- |
| 1     | Colombie  | 26 | 12     | 9      | 47    |
| 2     | Chili     | 1  | 4      | 3      | 8     |
| 3     | Équateur  | 1  | 0      | 2      | 3     |
| 4     | Argentine | 0  | 5      | 8      | 13    |
| 5     | Brésil    | 0  | 4      | 5      | 9     |
| 6     | Venezuela | 0  | 3      | 1      | 4     |
| Total | Total     | 28 | 28     | 28     | 84    |